# 88 Tauri
88 Tauri (d Tauri) é uma estrela na direção da Taurus. Possui uma ascensão reta de 04h 35m 39.23s e uma declinação de +10° 09′ 39.3″. Sua magnitude aparente é igual a 4.25. Considerando sua distância de 150 anos-luz em relação à Terra, sua magnitude absoluta é igual a 0.93. Pertence à classe espectral A5m.